# Víctor Rivero
Víctor Javier Rivero Faccioli (* 15. März 1980 in Valparaíso) ist ein ehemaliger chilenischer Fußballtorwart und heutiger -trainer.

## Karriere

### Verein
Víctor Rivero begann seine Karriere im Alter von acht Jahren bei den Santiago Wanderers. Der Torwart wurde dort vom ehemaligen Nationaltorhüter Juan Olivares entwickelt. Bei den Wanderers schaffte Rivero aber nicht den Durchbruch, sondern debütierte 2000 bei San Luis de Quillota. Bei San Luis spielte er bis 2004 mit einer Saison bei Municipal Limache. Danach spielte Rivero sechs Jahre für Unión La Calera. 2010 stieg er mit La Calera in die Primera División auf und beendete danach seine aktive Laufbahn.

### Trainer
Nach seiner aktiven Karriere begann Víctor Rivero als Co-Trainer von Emiliano Astorga bei Unión La Calera und beim CD Palestino. 2014 übernahm der frühere Torwart seinen ersten Cheftrainerposten bei San Luis de Quillota. Mit dem Verein stieg er als Meister in die Primera División auf und wechselte dann zu Everton de Viña del Mar. Nach einer weiteren Station bei den Rangers de Talca kam er zu Unión La Calera, mit denen er die Transición 2017 der Primera B gewann.
Ab 2018 trainierte Rivero weitere Klubs aus Chile. Mit Deportes Limache gewann der Trainer die Segunda División 2023. Seit Oktober 2023 ist Rivero nach 2021 und 2022 zum dritten Mal Trainer bei Unión San Felipe.

## Erfolge

### Spieler
San Luis
- Tercera División A: 2003

### Trainer
San Luis
- Primera B: 2014/15

Unión La Calera
- Primera B: 2017-T

Deportes Limache
- Segunda División: 2023